# Latah (Waszyngton)
Latah – miasto w Stanach Zjednoczonych, w stanie Waszyngton, w hrabstwie Spokane.